# دوغ هارت
دوغ هارت (بالإنجليزية: Doug Hart)‏ هو لاعب كرة قدم أمريكية أمريكي، ولد في 6 يونيو 1939 في فورت وورث في الولايات المتحدة.

## وصلات خارجية
- دوغ هارت على موقع مرجع كرة القدم المحترفة.كوم (الإنجليزية)